# Luken Baker
Luken Grosvenor Baker (Houston, Texas, 10 de marzo de 1997), más conocido como Luken Baker, es un jugador profesional estadounidense de béisbol que se desempeña en la posición de primera base en St. Louis Cardinals, equipo de las Grandes Ligas de Béisbol (MLB).

## Carrera
En 2023, Baker hizo su debut en la MLB con el equipo St. Louis Cardinals, donde lleva jugando dos temporadas.